# Mad Woman
«Mad Woman» (estilizado todo en minúsculas) es una canción de la cantautora estadounidense Taylor Swift, de su octavo álbum de estudio Folklore (2020), que fue publicado el 24 de julio de 2020, a través de Republic Records. La canción fue escrita por Swift y su productor, Aaron Dessner. «Mad Woman» es una balada que confronta el gaslighting y el tabú sexista con respecto a la ira de las mujeres.
Inspirada en la controversia sobre los másters de Swift con el empresario estadounidense Scooter Braun en 2019, «Mad Woman» incorpora la sátira y un tropo de la caza de brujas, que representa a una anciana viuda despreciada por su pueblo. Los críticos apreciaron el contenido feminista de la canción, que contrastaron con el humor de la canción de Swift de 2019 «The Man» y el tono vengativo de «Look What You Made Me Do» (2017). «Mad Woman» alcanzó el top 40 en las listas de canciones en Australia, Canadá, Singapur y el número 10 en la lista Billboard Hot Rock & Alternative Songs de EE. UU.

## Antecedentes y lanzamiento
Taylor Swift lanzó por sorpresa su octavo álbum de estudio, Folklore, el 24 de julio de 2020 a través de Republic Records. El álbum evita la producción pop optimista de los tres lanzamientos anteriores de Swift y adapta estilos indie folk y alternativos, provocados por colaboraciones con Aaron Dessner y Jack Antonoff. Dessner tiene créditos de producción exclusiva en diez pistas, incluida «Mad Woman». Como la mayoría de las pistas que Dessner produjo para Folklore, «Mad Woman» se desarrolló sobre melodías de piano "melódicas y emocionales". Swift describió los sonidos de piano y cuerdas de Dessner como "siniestros", lo que la llevó a escribir y cantar sobre la "ira femenina", un tema que pensó que complementaría con la producción. En el manual que precedió al lanzamiento del álbum, Swift se burló de imágenes de varias pistas, con «Mad Woman» sobre "una viuda inadaptada que se venga alegremente de la ciudad que la expulsó".
En una entrevista con Entertainment Weekly en diciembre de 2020, Swift dio a entender que la canción se inspiró en los eventos que siguieron por la controversia de la propiedad de los masters, en la que se vio envuelta en una disputa pública con el empresario estadounidense Scooter Braun, quien compró los masters de su catálogo anterior después de que ella firmó un nuevo contrato de grabación. Aunque Swift nunca mencionó explícitamente el nombre de Braun, en el documental Folklore: The Long Pond Studio Sessions, habló con Dessner sobre «Mad Woman»: ". . . Estaba pensando que el elemento que más provoca ira de ser una mujer es el gaslighting. Ha habido casos de esto recientemente con alguien que es muy culpable de esto en mi vida, y es una persona que trata de hacerme sentir como si yo fuera la ofensora al tener algún tipo de defensa. Siento que no tengo derecho a responder, o estoy loca, o estoy enojada. ¿Cómo digo por qué esto se siente tan mal?"

## Composición y letras

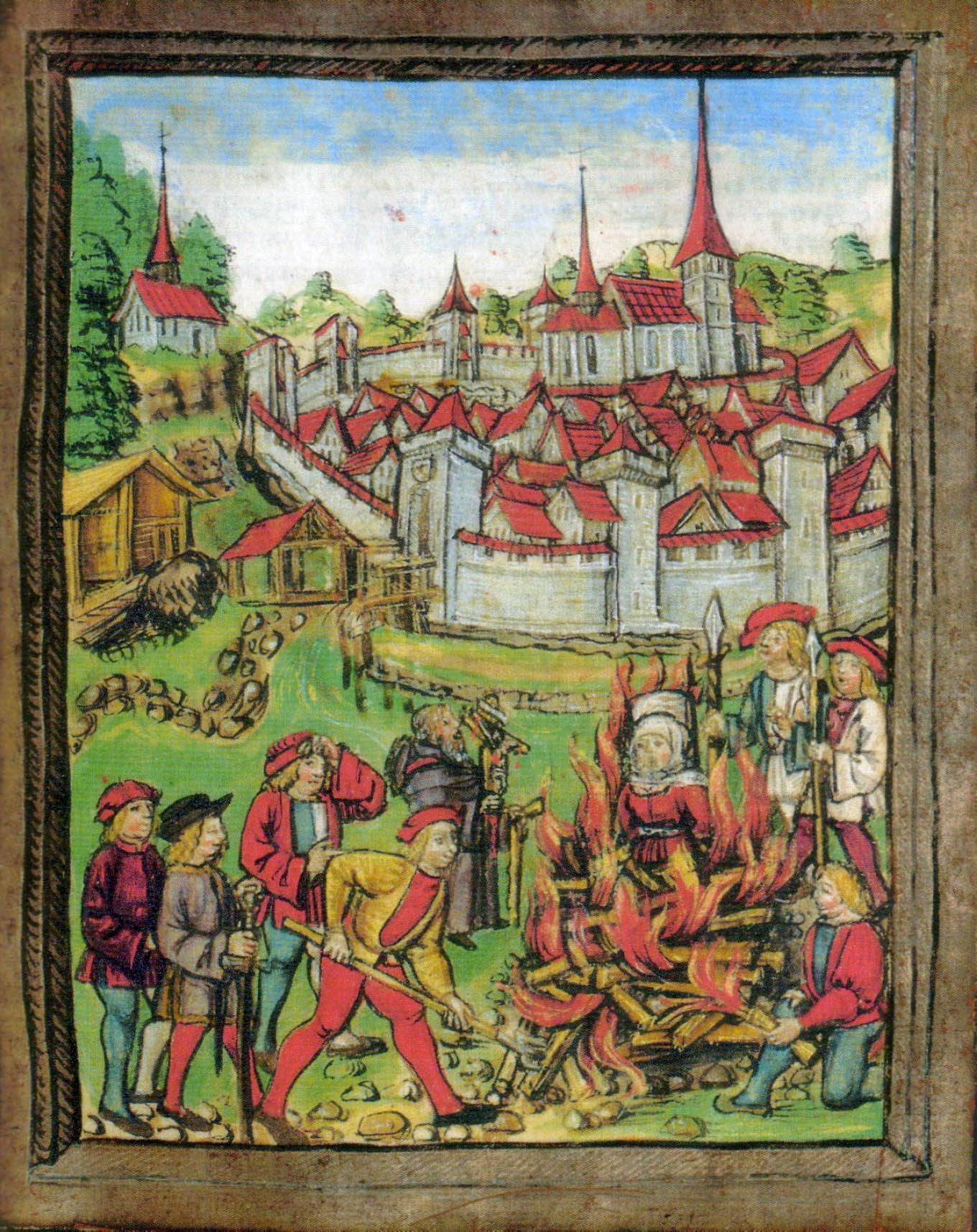
«Mad Woman» aborda la participación de hombres y mujeres en el derribo histórico de mujeres poderosas en las sociedades, por ejemplo, la cacería de brujas.

«Mad Woman» incorpora un piano prominente, que ' Hannah Mylrea de NME le recordó al álbum de The National de 2019 I Am Easy to Find. Con respecto a la letra, los críticos interpretaron la canción como una crítica de Swift al sexismo, lidiar con el tabú social con respecto a la ira femenina. Ella aborda el doble rasero de género a través de líneas como, "You poke that bear til the claws come out / And you find something to wrap your noose around" ("Tocas a ese oso hasta que salen las garras / Y encuentras algo para envolver tu soga.") El fragmento "And women like hunting witches too" ("Y a las mujeres también les gusta cazar brujas") evoca imágenes de una cacería de brujas. Las publicaciones interpretaron esta parte como la respuesta de Swift a las reacciones de otras mujeres en su contra tras la controversia de la propiedad de las grabaciones maestras.
Entertainment Weekly comentó que la canción reflejaba la percepción social de la ira femenina: "si una mujer está emocional o enojada, la etiquetan como 'loca'", especialmente a través de la letra "And there's nothing like a mad woman / What a shame she went mad / No one likes a mad woman / You made her like that." ("Y no hay nada como una mujer loca / Qué vergüenza que se volvió loca / A nadie le gusta una mujer loca / Tú la hiciste así".) La revista también comparó el mensaje de «Mad Woman» con el de «The Man», el sencillo anterior de Swift de su álbum Lover de 2019: "Ambas canciones abordan las formas en que se define a las mujeres, pero donde 'The Man' es amplio en su quejas, 'Mad Woman' es más específica. Donde 'The Man' es descarado, 'Mad Woman' es oscuro, cínico y enojado". 

## Recepción de la crítica
La canción recibió comentarios positivos de los críticos musicales. En el Dallas Observer, Alexandra Lang elogió a Swift por cantar sobre temas sociales en «Mad Woman», y escribió: "El contraste de la melodía más suave con la letra mordaz ilustra la delgada línea que se espera que las mujeres crucen con sus emociones. Puede que Swift haya crecido, pero está mostrando su habilidad para usar su música para criticar problemas sociales sistémicos, no solo a un ex novio." Eric Mason, de Slant Magazine, sintió que «Mad Woman», si bien es una buena canción en cuanto al mensaje, carece de la sofisticación que muestran otras canciones de Folklore. Algunas publicaciones de los medios establecieron paralelismos entre la narrativa de la canción y la del arco del personaje de Daenerys Targaryen en Game of Thrones, ya que Targaryen es un personaje femenino poderoso que se vuelve "loca" por el trono y tiene a otro personaje femenino como su mayor enemigo.
Rob Sheffield de Rolling Stone dijo que «Mad Woman» agudiza la rabia feminista de «The Man» (2019). La crítica de The Sydney Morning Herald, Giselle Au-Nhien Nguyen, opinó que la canción representa la "sensación de que las expectativas se desvanecen" con Swift lanzando la primera F-bomb "en su carrera de más de una década", que se interpreta como, a pesar de la textura suave de Folklore, Swift está "desarrollando su propio acero". Maura Johnston de Entertainment Weekly calificó la canción como un "terror extra infernal" con la voz arremolinada de Swift y un piano de anclaje. Según la crítica de The Independent Roisin O'Connor, la canción continúa la "racha vengativa" de Swift, pero a diferencia de «Look What You Made Me Do» (2017), su ira "ahora no suena tan frágil", comparando al personaje a una bruja de Macbeth de William Shakespeare. La crítica de New Statesman Anna Leszkiewicz definió «Mad Woman» como una "balada melancólica yuxtapuesta con letras que rebosan ira", reconociendo la "ira sublimada de las mujeres que se tragan su ira para evitar parecer 'locas' en ambos sentidos".

## Créditos y datos
Los créditos están adaptados a partir de las notas del álbum:
- Taylor Swift - voz, composición
- Aaron Dessner: composición, producción, grabación, programación de batería, percusión, bajo, guitarra acústica, guitarra eléctrica, piano, sintetizador.
- Bryce Dessner - orquestación
- Serbio Ghenea - mezcla
- John Hanes – ingeniería
- Clarice Jensen - violonchelo, grabación de violonchelo
- Jonatham Low - grabación
- James McAlister: programación de ritmos, sintetizadores, percusión manual, batería, grabación
- Randy Merrill - masterización
- Yuki Numata Resnick - viola, violín
- Kyle Resnick - grabación de viola, grabación de violín

### Listas de popularidad semanal
| Lista (2020)                                | Máxima posición alcanzada |
| ------------------------------------------- | ------------------------- |
| Australia (ARIA)                            | 25                        |
| Canadá (Canadian Hot 100)                   | 38                        |
| Portugal (AFP)                              | 162                       |
| Singapur (RIAS)                             | 25                        |
| UK Audio Streaming (OCC)                    | 50                        |
| US Billboard Hot 100                        | 47                        |
| US Hot Rock & Alternative Songs (Billboard) | 10                        |

### Lista de fin de año
| Chart (2020)                                | Posición |
| ------------------------------------------- | -------- |
| US Hot Rock & Alternative Songs (Billboard) | 46       |